# 52295 Köppen
52295 Köppen è un asteroide della fascia principale. Scoperto nel 1990, presenta un'orbita caratterizzata da un semiasse maggiore pari a 2,5261914 au e da un'eccentricità di 0,1857026, inclinata di 5,35996° rispetto all'eclittica.
L'asteroide è dedicato al climatologo russo-tedesco Wladimir Köppen.